# نخطالو
نخطالو هي قرية في مقاطعة مياندوآب، إيران. يقدر عدد سكانها بـ 127 نسمة بحسب إحصاء 2016.